# Wiatrowiec (województwo mazowieckie)
Wiatrowiec – wieś sołecka w Polsce położona w województwie mazowieckim, w powiecie grójeckim, w gminie Pniewy.
| SIMC    | Nazwa              | Rodzaj      |
| ------- | ------------------ | ----------- |
| 0631657 | Gajówka Wiatrowiec | osada leśna |

W latach 1975–1998 miejscowość należała administracyjnie do województwa radomskiego.